# Community Organizing
Community Organizing (CO) ist eine spezifische Form des Organizing, die ein Bündel an Maßnahmen zur Gemeinwesenarbeit bezeichnet. Es wird auf Stadtteilebene oder zur Mitgliedergewinnung – z. B. Gewerkschaften oder Kirchengemeinden – und für die Stärkung der Durchsetzungskraft von (benachteiligten) Gruppen eingesetzt. Als Traditionslinien gelten die Settlement-Bewegung (Arnold Toynbee, Großbritannien), die radikaldemokratische Gemeinwesenarbeit (Saul D. Alinsky, USA) und die integrative Gemeinwesenarbeit (Murray G. Ross, USA). Saul D. Alinsky als Begründer des Community Organizing veranstaltete am 14. Juli 1939 die erste Versammlung des Back of the Yards Neighborhood Council, das er in einem berüchtigten Armenviertel von Chicago organisierte. Unter Anleitung von Community Organizern werden die Bewohner befähigt und bestärkt, aktiv für ihre eigenen Interessen und oft gegen die Interessen großer Unternehmen, einzelner Unternehmer oder mächtiger staatlicher Einrichtungen vorzugehen.

## Konzept
Das Konzept Community Organizing besteht aus einem wiederholten Zyklus von drei Schritten: Zuhören, Recherchieren und Handeln.
Ein Organizer befragt die Bewohner einzeln nach ihren Interessen zur Entwicklung des Stadtteils. Durch Zuhören werden vielfältige Aspekte bekannt. Diese werden bei einer Zusammenkunft vorgestellt und beraten. In der Phase des Recherchierens wird nach bekannten Lösungsansätzen, Möglichkeiten zur Umsetzung und Ansprechpartnern gesucht. Wenn die Probleme identifiziert wurden, schließt sich die Phase des Handels an. Dabei werden zur Umsetzung Entscheidungsträger und die Öffentlichkeit einbezogen und gfs. Widerstände demokratisch bearbeitet.

## Anwendung
Die großen Gewerkschaften im anglo-amerikanischen Raum unterhalten zu diesem Zweck eigene Organizing-Institute, in denen professionelle Aktivisten („Organizer“) ausgebildet werden, deren hauptamtliche Arbeit darin besteht, in Betriebe mit niedrigen Löhnen, schlechten Arbeitsbedingungen und zumeist geringem Organisationsgrad zu gehen und die Beschäftigten für eine Mitgliedschaft in der Gewerkschaft zu gewinnen. Im zweiten Schritt wird dann gemeinsam mit den Beschäftigten ein Arbeitskampf für vorher konkret definierte Ziele organisiert, in den die Beschäftigten zumeist auch stark eingebunden sind. US-Gewerkschaften konnten so in den letzten Jahrzehnten mehrere Millionen neuer Mitglieder gewinnen.
In Deutschland begannen die großen Gewerkschaften, Organizing als Strategie in einzelnen Pilotprojekten einzusetzen. Parteien- und andere Stiftungen nehmen sich des Themas an. Auch in den Kommunen entstehen zunehmend Projekte.
Der Film Bread and Roses von Ken Loach zeigt die Arbeit eines Organizers am Beispiel der Kampagne „Justice for Janitors“ der US-Dienstleistungsgewerkschaft SEIU.
Beispiele für erfolgreiche Organizing-Bewegungen in Deutschland sind etwa die Initiative Deutsche Wohnen & Co. enteignen sowie die Berliner Krankenhausbewegung.

## Organizing außerhalb der Gewerkschaftsbewegung
Barack Obama hat als Community Organizer gearbeitet, Hillary Clinton hat ihre Bachelor-Arbeit über dieses Thema geschrieben und hatte dazu Saul Alinsky interviewt. Sowohl Obama als auch Clinton haben Alinskys Methoden zur Wahl-Mobilisierung eingesetzt. Das Konzept des Community Organizing wurde im Wahlkampf um die Präsidentschaft in den USA 2008 erfolgreich in der Kampagne des Siegers Barack Obama angewandt.

## Transformatives Organizing
Eine Weiterentwicklung der Gedanken Alinskys führte zum Transformative Organizing (engl.). In Erweiterung des ursprünglichen Ansatzes wird die Veränderung des gesellschaftlichen Bewusstseins im einzelnen Menschen ebenfalls in den Fokus genommen. Dadurch sollen systemverändernde Reformen ermöglicht werden. Weiter gehören die Entwicklung von Führungsfähigkeiten, das Eingehen strategischer Bündnisse sowie der Aufbau einer Bewegung zu den Zielen des Transformative Organizing. Ein Beispiel dafür im Bereich betrieblicher Organisierung ist die Solidaritätsgewerkschaft (engl.: Solidarity Unionism).

### Deutschland
Forum Community Organizing Materialien und Informationen zu Community Organizing Trainings
Bürgerplattformen
Berlin
- organizing-berlin.de SO! mit uns Bürgerplattform Berlin-Südost
- wir-sind-da-berlin.de Bürgerplattform Wedding / Moabit „Wir sind da!“
- WIN – Wir in Neukölln. Bürgerplattform Neukölln

Hamburg
- impuls-mitte.de ImPuls-Mitte

Köln
- stark-koeln.org Stark! im Kölner Norden

München
- netzwerk-gemeinsinn e. V.

### Großbritannien
- citizensuk.org Website aller Bürgerplattformen in Großbritannien